# باول باتلر (أستاذ جامعي)
باول باتلر (بالإنجليزية: Paul Butler)‏ هو محامي أمريكي، ولد في 15 يناير 1961 في شيكاغو في الولايات المتحدة.